# Rubén Mora
Rubén Alejandro Mora Romero(San Juan del Sur, 27 de setembro de 1995) é um jogador de vôlei de praia nicaraguense.

## Carreira
Em 2012, formava dupla com Miguel Angel López e conquistaram o título do Copa Centro-Americano Sub-21 em Honduras e o bi-campeonato juntos na edição de 2013.. Ainda em 2013, no vôlei de quadra, representou seu país na edição do Campeonato Centro-Americano Sub-21  em San Salvador e conquistou o vice-campeonato, e atuou como ponteiro.
Na edição do Campeonato Mundial de Voleibol de Praia Sub-23 de 2013 em Mysłowice  competiu ao lado com Miguel Angel López e terminaram na vigésima quinta posição e ainda foram eliminados nas quartas de final da etapa de San Juan del Sur pelo circuito NORCECA 2013 e com Gerson Contreras disputou o Campeonato Mundial de Voleibol de Praia Sub-19 de 2013 de Porto e finalizaram na décima sétima posição e juntos terminaram na décima terceira posição na etapa de Chula Vista.

Iniciou a temporada de 2014 com Miguel Angel López, e disputaram a etapa de Manzanillo pelo circuito NORCECA alcançando a oitava colocação final, e ainda disputaram o Campeonato Mundial de Voleibol de Praia Sub-21 de 2014| em Lárnaca, finalizando na trigésima primeira posição. Nesta temporada, competiu ao lado de Gerson Contreras no circuito NORCECA, não figuraram no pódio em Cabo Rojo (Porto Rico) e nem em Chula Vista.
Em 2015, iniciou a temporada com Gerson Contreras no circuito NORCECA, competiram na etapa das Ilhas Cayman. Na edição dos Pan de Toronto 2015 foi eliminado nas oitavas de final com seu parceiro Danny López e disputaram também o Finals de Trinidad e Tobago.
Em 2016, ao lado de Danny López terminaram na terceira posição da Continental Cup, na fase regional e na fase final terminaram na quinta posição, conquistaram mais adiante a medalha de ouro na XI nos Jogos Desportivos Centro-Americanos em Manágua. Na temporada de 2018, disputaram a edição dos Jogos Centro-Americanos e do Caribe de 2018 - Masculino de Barranquilla e terminaram na quinta colocação., terminaram ainda em oitavo lugar no Finals NORCECA em Boca Chica.
Na jornada de 2019, esteve com Danny López na edição dos Pan de Lima 2019 e finalizaram na décima terceira posição, depois, na etapa de Hato Mayor conquistaram o bronze no circuito NORCECAe na etapa das Ilhas Cayman, posteriormente disputou no circuito NORCECA ao lado de Denis López e terminaram com a prata em Varadero e em Ocho Rios, o título na etapa de Punta Cana.
Em 2021, retomou a parceria com Danny López e estrearam no Circuito Mundial nos torneios quatro estrelas em Cancún, alcançaram a quarta posição na Continental Cup, fase final no México, se qualificaram em Punta Cana para disputar o Campeonato Mundial de Roma 2022, na referida edição terminaram na trigésima sétima posição. No Circuito NORCECA de 2022, alcançou o bronze na etapa de Manágua ao lado de Denis López e no Finals NORCECA  em Punta Cana,  esteve ao lado de Jefferson Cascante e finalizaram em oitavo lugar.
Nas competições de 2023, esteve Danny López e  Denis López em etapas do circuito NORCECA, com o primeiro citado esteve no qualificatório para o Campeonato Mundial de Voleibol de Praia de 2023 , torneio realizado em Punta Cana e terminaram na segunda posição, depois com Jefferson Cascante obteve a medalha de prata nos Jogos Centro-Americanos e do Caribe de 2023, em San Salvador, mais tarde, atuou com Danny López  na edição do Campeonato Mundial de Vôlei de Praia de 2023 nas cidades mexicanas de Tlaxcala de Xicohténcatl,  Apizaco e Huamantla terminaram em trigésimo sétimo lugar e na décima terceira posição no Pan de Santiago 2023, ainda ao lado de com Jefferson Cascante conquistou o quarto lugar no Finals NORCECA em Juan Dolio.

## Títulos e resultados
- Finals NORCECA de 2023